# Adrienn
Adrienn est un prénom hongrois féminin.

## Étymologie
Ce nom vient du français Adrienne, forme féminine d'Adrien, issu du grec ancien.

## Équivalents
Pour un article plus général, voir Adrienne.

## Personnalités portant ce prénom
- Adrienn Hormay
- Adrienn Tóth
- Adrienn Varga
- Pour l'ensemble des articles sur les personnes portant ce prénom, consulter :
  - la liste des articles dont le titre commence par ce prénom
  - les listes produites par Wikidata : Liste des personnes de prénom « Adrienn » — même liste en incluant les éventuels prénoms composés qui contiennent « Adrienn ».